# Wulfila parvulus
Wulfila parvulus là một loài nhện trong họ Anyphaenidae.
Loài này thuộc chi Wulfila. Wulfila parvulus được Richard C. Banks miêu tả năm 1898.